# 静岡市立富士見小学校
静岡市立富士見小学校（しずおかしりつ ふじみしょうがっこう）は、静岡県静岡市駿河区登呂一丁目にある公立小学校。

## 沿革
- 1953年（昭和28年）
  - 4月1日 - 「静岡市立富士見小学校」開校。開校式は西豊田小学校で行う[1]。
  - 5月15日 - 校舎（第1棟）を新設する（教室8、便所、物置、給食室等）。
  - 6月10日 - 静岡市高松700番地（現在地）に校舎が完成し移転。
- 1958年（昭和33年）1月1日 - 校旗制定[1]。
- 1959年（昭和34年）11月7日 - 校歌制定[1]。
- 1965年（昭和40年） - 鉄筋校舎新築。
- 1967年（昭和42年） - 青少年赤十字に加盟。
- 1970年（昭和45年）
  - 4月1日 - 特別支援学級（知的）を開設。
  - 日付不明 - 登呂まつりを学校行事に取り入れ。
- 1971年（昭和46年）3月13日 - 体育館兼講堂を新設する。
- 1983年（昭和58年）
  - 10月23日 - 創立30周年記念築山（体育館前）が完成[1]。
  - 10月29日 - 創立30周年記念式典挙行[1]。
- 1993年（平成5年）
  - 3月2日 - 創立40周年記念として校旗を新調。
  - 10月13日 - 創立40周年記念式典挙行。
- 1996年（平成8年）12月3日 - パソコン室開設。
- 1997年（平成9年）10月14日 - 南校舎耐震改修工事が完了。
- 2000年（平成12年）9月20日 - パソコン室改修、インターネットを設置する。
- 2003年（平成15年）11月22日 - 創立50周年記念式典挙行し、記念誌「煌」を発刊。
- 2005年（平成17年）4月1日 - 特別支援学級（自閉症・情緒）1学級新設。
- 2006年（平成18年）12月15日 - 校地内に富士見児童クラブ開設。
- 2013年（平成25年）
  - 3月15日 - プール改修工事。
  - 11月16日 - 創立60周年記念式典挙行。
- 2014年（平成26年）8月26日 - スプリンクラー改修・埋設管取替。
- 2018年（平成30年）4月1日 - たかまつコミュニティ開設。
- 2019年（平成31年）4月1日 - 放課後子ども教室開設。
- 2020年（令和2年）
  - 2月10日 - 北校舎大規模改修工事着工。
  - 12月18日 - 北校舎大規模改修工事完成。以後、同月中に北校舎への引越作業実施[2]。
- 2021年（令和3年）1月6日 - 新しくなった北校舎での授業開始[2]。
- 2023年（令和5年）
  - 5月8日 - 運動場の雨水貯留施設整備着工[1]。
  - 12月19日 - 創立70周年記念集会開催[1]。

## 通学区域
駿河区

| - 有明町 - 有東一～三丁目 - 豊田三丁目 | - 登呂一丁目・二丁目 - 登呂三丁目・四丁目のそれぞれ一部 - 富士見台一～三丁目 |

## アクセス
- しずてつジャストライン県立病院高松線 「登呂一丁目」停留所から、徒歩3分